# Action Point – Extrém vidámpark
Az Action Point – Extrém vidámpark (eredeti cím: Action Point) 2018-ban bemutatott amerikai filmvígjáték, amelyet Tim Kirkby rendezett.
A forgatókönyvet Johnny Knoxville, Derek Freda, John Altschuler, Dave Krinsky és Mike Judge írták. A producerei Johnny Knoxville, Bill Gerber és Derek Freda. A főszerepekben Johnny Knoxville, Chris Pontius, Eleanor Worthington Cox, Susan Yeagley és Dan Bakkedahl láthatók. A zeneszerzői Deke Dickerson, Andrew Feltenstein és John Nau. film gyártója a Gerber Pictures és a Hello Junior, forgalmazója a Paramount Pictures.
Az Amerikai Egyesült Államokban 2018. június 1-én mutatták be a mozikban. Magyarországon az HBO adta.

## Szereplők
| Szereplő           | Színész                 | Magyar hang        |
| ------------------ | ----------------------- | ------------------ |
| D.C.               | Johnny Knoxville        | Rajkai Zoltán      |
| Benny              | Chris Pontius           | Sarádi Zsolt       |
| Boogie             | Eleanor Worthington Cox | Mórocz Adrienn     |
| Boogie felnőttként | Susan Yeagley           | Kisfalvi Krisztina |
| Knoblach           | Dan Bakkedahl           | Kerekes József     |
| Ziffel             | Johnny Pemberton        | Hamvas Dániel      |
| Rodney             | Eric Manaka             | Jéger Zsombor      |
| Forrófej Pete      | Joshua Hoover           | Szvetlov Balázs    |
| Gyilkos            | Matt Schulze            | Gémes Antos        |
| Travis             | Matthew Peterson        | Varju Kálmán       |
| Joel Green         | Leon Clingman           | Fazekas István     |
| Polgármester       | Kevin Otto              | Vida Péter         |
| Jegyeladó          | Trish Sutton            | Kocsis Mariann     |